# Municipio de Morelos (Chihuahua)
El Municipio de Morelos es uno de los 67 municipios en que se divide el estado mexicano de Chihuahua. Su cabecera es Morelos.

## Demografía
Según el Conteo de Población y Vivienda de 2005 realizado por el Instituto Nacional de Estadística y Geografía, la población del municipio de Morelos es de 7,172 habitantes, de los cuales 3,705 son hombres y 3,467 son mujeres.

### Localidades
En el censo de 2020 el municipio de Morelos contaba con 281 localidades.
| Código INEGI      | Localidad         | Población (2020) |
| ----------------- | ----------------- | ---------------- |
| 080460001         | Morelos           | 1 098            |
| Otras localidades | Otras localidades | 6 168            |
| Total municipal   | Total municipal   | 7 266            |